# Casa del Fascio (Taranto)
La ex Casa del fascio di Taranto fu realizzata nel 1937 su progetto di Cesare Bazzani. Gli affreschi che si possono ammirare sono di Mario Prayer, un pittore formatosi nell'Accademia di belle arti di Venezia e trasferitosi in Puglia dove si afferma sia nella pittura monumentale, praticata in ambiti istituzionali, che nella decorazione di dimore private. La città di Taranto negli affreschi viene rappresentata insieme alle quattro Repubbliche marinare. Inoltre, il delfino e lo scorpione, simboli del comune e della provincia di Taranto, campeggiano in un angolo della sala sulla scritta SPQT (Senatus Populusque Tarentinus).